# Saulteaux
Saulteaux, (Baawitigowininiwag, Saulteurs, Salteaux) Značajna skupina Chippewa ili Ojibwa Indijanaca u graničnom području Michigana i Ontarija, uz jezera Superior i Winnipeg, a osobito oko Sault Ste. Marie, odakle su se raširili po drugim krajevima Kanade. Svoje zajednice danas imaju u Ontariju, Michiganu, Manitobi, Saskatchewanu i Alberti, i jednu u Britanskoj Kolumbiji. 

## Ime
Ime Saulteaux došlo je po lokaciji na kojoj su prvotno živjeli pod imenom Bawating (Pauwetiig, Bahweting) i imali istoimeno selo koje su Francuzi nazvali Sault Ste. Marie. Danas su poznati kao Sault Ste. Marie Tribe of Chippewa Indians.

## Podjela
Glavna geografska podjela je na Istočne u Ontariju oko jezera Rainy Lake i Lake of the Woods, te dijelom u jugoistočnoj Manitobi. Njihove današnje skupine su Big Island, Big Grassy, Couchiching, Eagle Lake, Grassy Narrows, Iskutewisakaygun (Shoal Lake 39), Islington, Lac des Mille Lacs, Lac La Croix, Lac Seul (s Northern Ojibwa), Naicatchewenin, Nicickousemenecaning, Ochiichagwe’babigo’ining (Dalles), Onegaming, Pikangikum, Rainy River, Rat Portage, Seine River, Shoal Lake, Stanjikoming, Wabasemoong, Wabauskang, Wabigoon, Washagamis i Whitefish Bay. U Manitobi su poznati kao Manitoba Saulteaux, to su odnosno Centralni Saulteaux. Zajednice su im Berens River, Bloodvein (s Cree), Brokenhead, Fairford, Fort Alexander, God’s Lake (s Cree), Hole River, Island Lake (s Cree), Jackhead, Lake Saint Martin, Little Black River, Little Grand Rapids, Pauingassi, Peguis, Poplar River,  Roseau River, Sandy Bay. Zapadni Saulteaux sebe zovu Nahkawiyiniw a žive u Saskatchewanu na Fishing Lake i Nut Lake, i još nekim zajednicama, te dijelom u središnjoj Alberti i Britanskoj Kolumbiji.

## Vanjske poveznice
- Saulteaux  Arhivirana inačica izvorne stranice od 7. lipnja 2012. (Wayback Machine)